# おおたわ史絵
おおたわ 史絵（おおたわ ふみえ、1964年10月15日 - ）は、日本の内科医。芸能マネージメントに関してはアンダーパレス所属。

## 略歴
東京都葛飾区出身。東京教育大学附属小学校、筑波大学附属中学校・高等学校を経て、東京女子医科大学医学部を卒業。
父の塚部祥生（よしお）は慶應義塾大学医学部出身の開業医、母は元看護師（長野県出身）で、持病のために薬物依存症となった母について2015年に週刊誌とテレビ番組で公表した。母から虐待を受けていたと記事にされることがあるが、おおたわ自身は「虐待を受けたとは思っていない」しかし「母の行いは間違っていた」と述べている。母は、おおたわが医学部に進学しても、医者になっても、結婚しても喜ぶことはなく、亡くなるまで優しい言葉をかけることはなかったという。父は持病の輸血性慢性肝炎が悪化して2004年12月に逝去、母は2013年に亡くなっている。
2018年頃から、犯罪者を収容する矯正施設で行われる受刑者への医療にも矯正医官として携わっている。話を貰った時に、自分の経験が生かせる仕事だと直感したという。趣味はダンス（クラシック、コンテンポラリー、ジャズなど）。愛犬はロック、エンカ（シーズー）、ポップ（コッカープー）。

## 出演

### TV
- スッキリ!! （日本テレビ系列）木曜日　レギュラーコメンテーター
- ブレインマスター （2004年 - 2005年、テレビ東京）:数学記憶クイズ番組で、盤を見ずに行うブラインドオセロ）で優勝した。
- 5時に夢中!（2008年7月9日・2015年4月8日,4月23日・2015年7月8日 ‐ 2021年3月17日　水曜日隔週コメンテーター　TOKYO MX）
- 情報ライブ ミヤネ屋（読売テレビ）
- ワンダフル（TBS系列）
- ドデスカ！（メ～テレ）
- NNNきょうの出来事（日本テレビ）
- 土曜LIVE ワッツ!?ニッポン（フジテレビ）
- ネプリーグ（2008年9月29日 -、フジテレビ）
  - 2009年6月22日
  - 2012年6月11日
  - 2012年11月5日
  - 2013年3月4日
  - 2013年10月14日
  - 2015年2月9日
  - 2015年12月14日
  - 2016年5月16日
  - 2016年5月30日
  - 2016年9月19日
  - 2017年2月13日
  - 2017年5月22日
  - 2017年9月4日
  - 2017年11月6日
  - 2018年6月11日
  - 2019年6月17日
  - 2020年3月30日
  - 2024年6月3日
- クイズプレゼンバラエティー Qさま!!（テレビ朝日：準レギュラーで参加し、美女インテリ大会に「アダルトインテリ軍団」で登場することが多い。
- ホンマでっか!?TV（2010年2月15日 - 、フジテレビ）
- みんなでニホンGO!（2010年4月29日、NHK総合）
- ぷれサタ!（2011年9月10日 -、東海テレビ）
- 開運!なんでも鑑定団（2014年8月19日、テレビ東京系列）：夫の実家に伝わる水戸光圀の書状を鑑定した。
- クイズ!脳ベルSHOW
- Wの悲喜劇（AbemaTV）
- ザ・プロファイラー〜夢と野望の人生〜（NHK BSプレミアム）
- ノンストップ！（フジテレビ）
- ニュース シブ5時（NHK）
- あの子は漫画を読まない。（BS日テレ）
- 午前0時の森（日本テレビ）
- サタデーウオッチ9（2022年-2024年、NHK）
- every.しずおか（2023年4月-、静岡第一テレビ）
- 正解の無いクイズ（テレビ東京）
- さらばのこの本ダレが書いとんねん！（テレビ大阪）
- ぽかぽか（フジテレビ）

### ラジオ
- トーク・ラジオ日本（1997年 - 1999年、ラジオ日本） 　パーソナリティー：音楽とCMを挟まずに一人でトークする、月に一回日曜日深夜に放送した。
- 寺島尚正 ラジオパンチ! （文化放送、木曜日 コメンテーター）
- くにまるジャパン極（文化放送）
- 垣花正 あなたとハッピー（ニッポン放送）
- JAM THE WORLD（J-WAVE）
- ももいろクローバーZのSUZUKI ハッピー・クローバー！（TOKYO FM）
- 大竹まことゴールデンラジオ（文化放送）
- くにまる食堂（文化放送）
- 未来授業（TOKYO FM）
- アシタノカレッジ（TBSラジオ）
- 上柳昌彦 あさぼらけ（ニッポン放送）
- 志の輔ラジオ 落語DEデート[6]（文化放送）

### CM
- セキスイハイム - あったかハイム「健康」編[7]
- レキットベンキーザー・ジャパン『ドクターショール おそとでメディキュット ハイソックス』

### WEB
- たかまつななチャンネル
- 東ちづるのLet's MAZEKOZE
- LIXILプレゼンツ全国一斉オンラインセミナー　-窓から見える豊かな暮らし-
- 街録ch〜あなたの人生、教えて下さい〜

## 著書
- 『癒されない私へ―ウーマニズム症候群の女たち 』TOKYO FM出版、2000年、ISBN 4887450443
- 『ツメの小さな女は淋しん坊―現役の女医が書いた!カラダ占い』二見書房、2001年、ISBN 4576011413
- 『女医の花道！』主婦の友社、2005年、 ISBN 4072452041
- 『続・女医の花道！』主婦の友社、2005年、 ISBN 4072489875
- 『「ちょいヤバ女」につけるクスリ―女医が教えるココロ診断』PHP研究所、2006年、 ISBN 4569645763
- 『新セレブの教訓　なぜお嬢さまは独身なのか？』青春出版社、2007年、ISBN 441303645X
- 『犬への「愛」は「血圧」を下げる』講談社、2008年、ISBN 406214719X
- 『今日のうんこ』文芸社、2012年、ISBN 428611435X
- 『ヒトは医学で恋してる！』文芸社、2015年 ISBN 4286161447
- 『母を捨てるということ』朝日新聞出版、2020年 ISBN 4022517158　 ISBN 4022620951（文庫版）
- 『プリズン・ドクター』新潮社、2022年 ISBN 4106109751